# Культура Касей

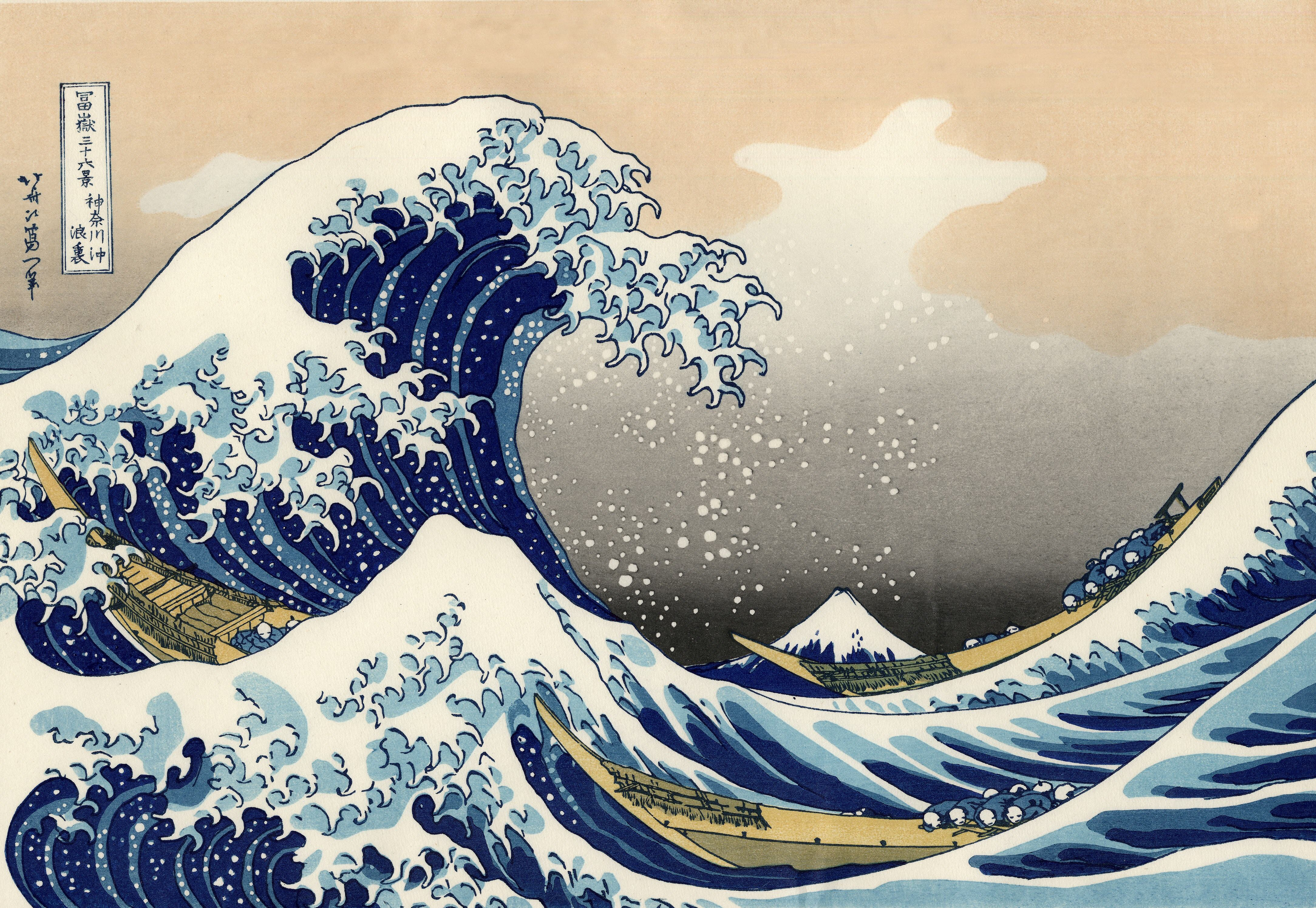
За хвилями канаґавського моря (Кацусіка Хокусай, 19 століття)

Культура Касей (яп. 化政文化, かせいぶんか, касей бунка) — термін, яким позначають японську культуру кінця 18 — початку 19 століття. Відповідає кінцю періоду Едо.
Названа за девізом Імператорського правління Касей (1801—1829).
Характерними рисами культури є:
- культурне домінування Східної Японії, а саме Едо.
- розквіт культури міщанства; поява моди на декаденс і розквіт гедоністичних настроїв.
- поява шкіл для простолюдинів теракоя і зростання грамотності населення.
- поява нового поетичного жанру сенрю.
- поява моди на сатиричну, ліричну і порнографічну літературу.
- розквіт японських гравюр укійо-е.
- поява і розквіт наук кокуґаку та ранґаку.
- пік популярності театру кабукі.
- зародження руху «Шануймо Імператора, виженемо варварів!».